# Septfontaines (Doubs)
Septfontaines és un municipi francès situat al departament del Doubs i a la regió de Borgonya - Franc Comtat. L'any 2007 tenia 283 habitants.

## Demografia

### Població
El 2007 la població de fet de Septfontaines era de 283 persones. Hi havia 110 famílies de les quals 20 eren unipersonals (12 homes vivint sols i 8 dones vivint soles), 35 parelles sense fills i 55 parelles amb fills.
La població ha evolucionat segons el següent gràfic:
Habitants censats

### Habitatges
El 2007 hi havia 117 habitatges, 106 eren l'habitatge principal de la família, 2 eren segones residències i 8 estaven desocupats. 104 eren cases i 13 eren apartaments. Dels 106 habitatges principals, 93 estaven ocupats pels seus propietaris, 11 estaven llogats i ocupats pels llogaters i 3 estaven cedits a títol gratuït; 1 tenia dues cambres, 10 en tenien tres, 21 en tenien quatre i 75 en tenien cinc o més. 88 habitatges disposaven pel capbaix d'una plaça de pàrquing. A 46 habitatges hi havia un automòbil i a 53 n'hi havia dos o més.

### Piràmide de població
La piràmide de població per edats i sexe el 2009 era:
| Homes | Edats   | Dones |
| ----- | ------- | ----- |
| 0     | 95 o +  | 0     |
| 0     | 90 a 94 | 0     |
| 0     | 85 a 89 | 8     |
| 0     | 80 a 84 | 0     |
| 4     | 75 a 79 | 0     |
| 8     | 70 a 74 | 8     |
| 8     | 65 a 69 | 12    |
| 8     | 60 a 64 | 4     |
| 8     | 55 a 59 | 12    |
| 4     | 50 a 54 | 4     |
| 12    | 45 a 49 | 4     |
| 8     | 40 a 44 | 16    |
| 4     | 35 a 39 | 0     |
| 12    | 30 a 34 | 16    |
| 0     | 25 a 29 | 4     |
| 24    | 20 a 24 | 0     |
| 12    | 15 a 19 | 4     |
| 0     | 10 a 14 | 4     |
| 16    | 5 a 9   | 4     |
| 4     | 0 a 4   | 8     |

## Economia
El 2007 la població en edat de treballar era de 170 persones, 132 eren actives i 38 eren inactives. De les 132 persones actives 128 estaven ocupades (66 homes i 62 dones) i 5 estaven aturades (2 homes i 3 dones). De les 38 persones inactives 11 estaven jubilades, 17 estaven estudiant i 10 estaven classificades com a «altres inactius».

### Ingressos
El 2009 a Septfontaines hi havia 108 unitats fiscals que integraven 300 persones, la mediana anual d'ingressos fiscals per persona era de 15.803 €.

### Activitats econòmiques
Dels 24 establiments que hi havia el 2007, 1 era d'una empresa alimentària, 1 d'una empresa de fabricació d'altres productes industrials, 3 d'empreses de construcció, 2 d'empreses de comerç i reparació d'automòbils, 2 d'empreses de transport, 4 d'empreses d'hostatgeria i restauració, 1 d'una empresa financera, 2 d'empreses immobiliàries, 3 d'empreses de serveis, 4 d'entitats de l'administració pública i 1 d'una empresa classificada com a «altres activitats de serveis».
Dels 4 establiments de servei als particulars que hi havia el 2009, 1 era un guixaire pintor, 1 fusteria i 2 restaurants.
L'any 2000 a Septfontaines hi havia 16 explotacions agrícoles que ocupaven un total de 871 hectàrees.

## Equipaments sanitaris i escolars
El 2009 hi havia una escola elemental integrada dins d'un grup escolar amb les comunes properes formant una escola dispersa.

## Poblacions més properes
El següent diagrama mostra les poblacions més properes.